# Sphagnopsida
Die Sphagnopsida sind eine Klasse der Moose, die als eigene Unterabteilung zu den Laubmoosen (Bryophyta) gehören. Sie besteht aus nur zwei Gattungen in zwei Ordnungen, nämlich zum einen die Torfmoose (Sphagnum) in der Ordnung Sphagnales sowie Ambuchanania, einer monotypischen Gattung in einer separaten Ordnung Ambuchananiales mit der Art Ambuchanania leucobryoides

## Systematik
Es werden zwei Ordnungen unterschieden:
- Sphagnales
- Ambuchananiales